# Aggregat 4b

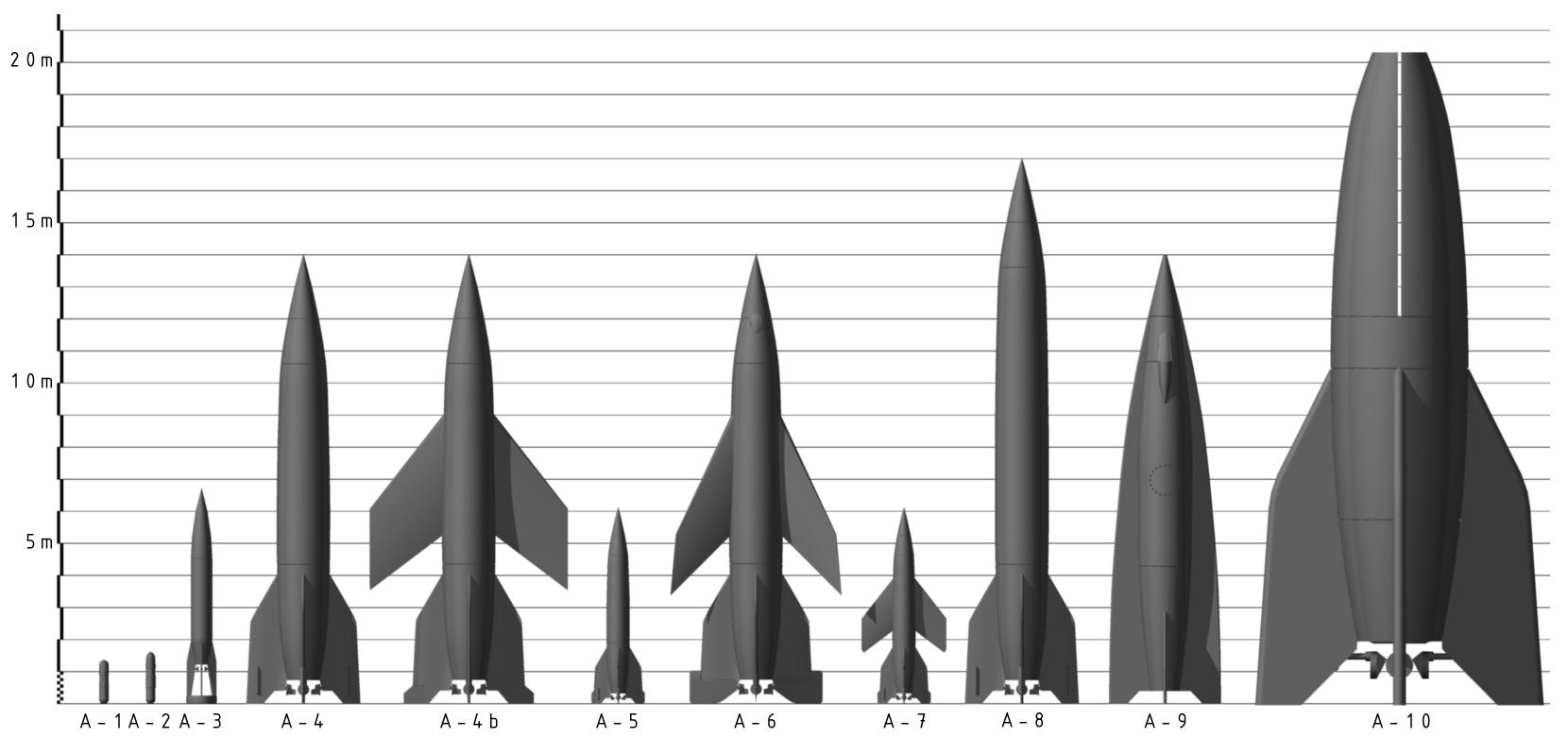
A4b im Vergleich zur A4 und weiteren Aggregaten

Die Aggregat 4b war eine geflügelte Version der Aggregat 4 (die auch als V2 bekannt wurde). 1943 wurde die Fortführung der Projektarbeit an A9/A10 verboten, da zu jenem Zeitpunkt sämtliche Bemühungen auf die Perfektion und Produktion der Aggregat 4 gerichtet wurden. Wernher von Braun konnte jedoch das Verbot umgehen, indem er für A9 den Decknamen Aggregat 4b wählte und so einen Zusammenhang zur Aggregat 4 herstellte. Dies ermöglichte die Fortführung der Projektarbeit und einige Teststarts. Insgesamt drei Teststarts wurden am 27. Dezember 1944, am 8. Januar 1945 und am 24. Januar 1945 in der HVA Peenemünde vorgenommen. Die ersten Startversuche waren Fehlstarts, der letzte Start gelang; doch erreichte die Rakete wegen eines Flügelbruches nicht die geplante Reichweite, so dass das Programm eingestellt wurde.